# Cecilia Nahón
María Cecilia Nahón (sinh ngày 17 tháng 5 năm 1974) là một nhà kinh tế, nhà ngoại giao và chính trị gia người Argentina, từng là đại sứ của Argentina tại Hoa Kỳ từ năm 2013-2015. Trước đây, cô từng làm Secretary of International Economic Relations tại Bộ Ngoại giao và thờ phụng.

## Nghề nghiệp
Cecilia Nahón được sinh ra tại Buenos Aires vào ngày 17 tháng 5 năm 1974. Cô tốt nghiệp trường Colegio Nacional de Buenos Aires và lấy bằng cử nhân Kinh tế tại Đại học Buenos Aires (UBA). Cô cũng có bằng Thạc sĩ Khoa học về Phát triển của Trường Kinh tế Luân Đôn (LSE) và bằng Tiến sĩ Khoa học Xã hội của Viện Khoa học Xã hội Mỹ Latinh (FLACSO). Luận án của cô tại FLACSO là La financiación externa y el desarrollo económico en América Latina: los casos de Argentina y México en los años noventa (Tài chính đối ngoại và phát triển kinh tế ở Mỹ Latinh: Những trường hợp của Argentina và Mexico vào những năm 1990). Ở FLASCO cô cũng là một giáo viên và nhà nghiên cứu.
Nahón là con gái chính trị của Axel Kicillof, cựu Bộ trưởng Bộ Kinh tế. Cô là một người bạn riêng của ông và mẹ đỡ đầu của một trong những đứa con của ông. Cùng với ông, cô thành lập nhóm đại học TNT Económicas tại Khoa Khoa học Kinh tế UBA và Trung tâm Nghiên cứu Phát triển Argentina. Ngoài ra, cô còn liên kết với tổ chức thanh niên La Cámpora.
Nahón là giáo sư tại Đại học Quốc gia Quilmes và là học giả của CONICET. Cô phục vụ như là một nhà phân tích kế hoạch chiến lược cho Tập đoàn IRSA. Từ tháng 5 năm 2008 đến năm 2010, cô là Giám đốc Chiến lược Đầu tư và Môi trường tại Cơ quan Phát triển Đầu tư Quốc gia.

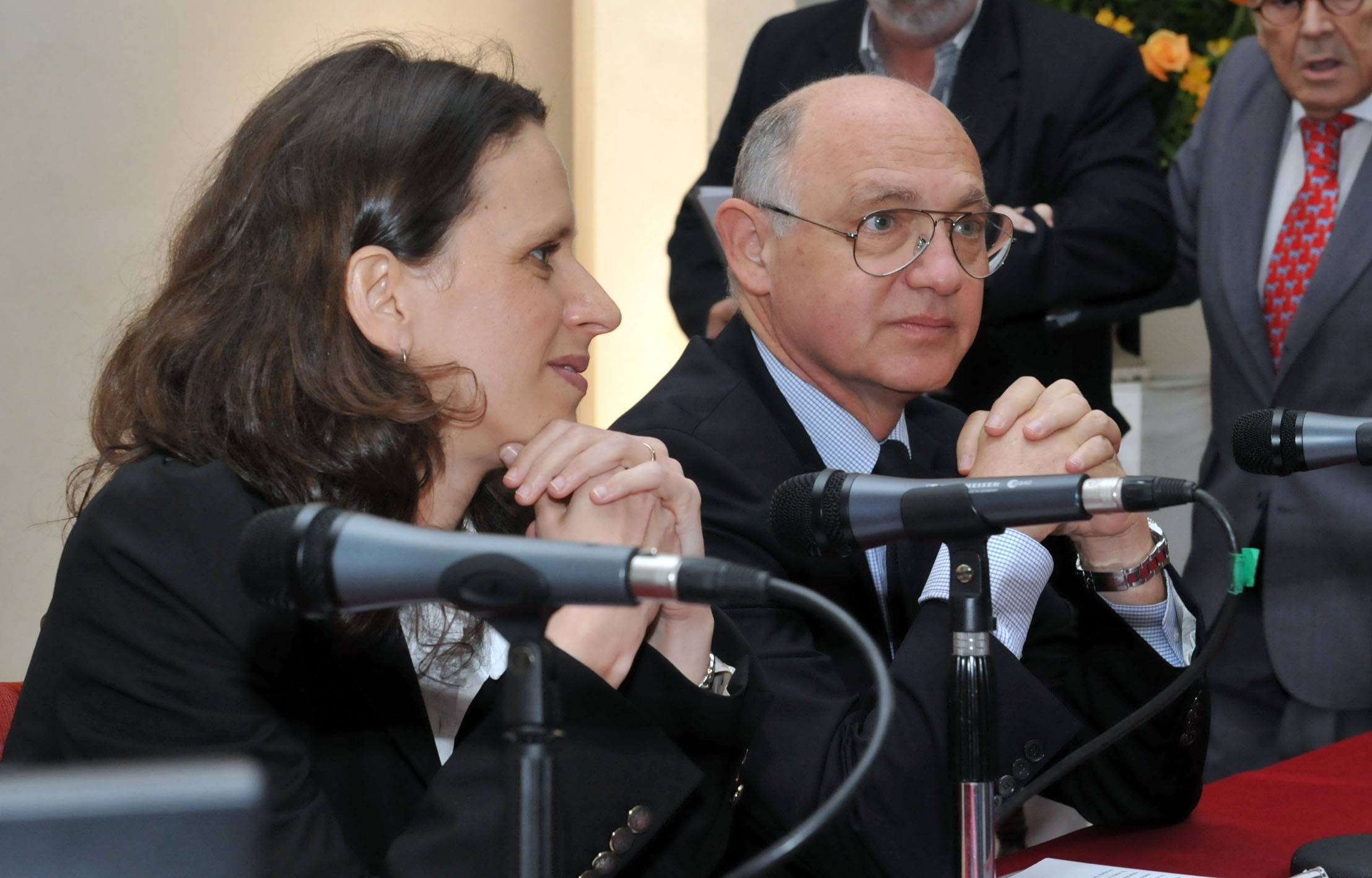
Nahón với Héctor Timerman năm 2012

Năm 2010, cô được bổ nhiệm làm Ủy viên Phát triển Đầu tư của Bộ Ngoại giao Argentina, và vào tháng 12 năm 2011, cô được bổ nhiệm làm Trưởng ban Thư ký Quan hệ Kinh tế và Thương mại để thay thế Luis María Kreckler.
Trong thời gian đó, cô là đại biểu của Argentina trong G20, phụ trách đại diện trước Tổ chức Thương mại Thế giới. Cô cũng đóng vai trò là điều phối viên quốc gia của Nhóm thị trường chung Mercosur và là thư ký của hội đồng quản trị của Fundación Exportar.
Vào ngày 17 tháng 12 năm 2012, cô được bổ nhiệm làm đại sứ của Argentina tại Hoa Kỳ, chính thức trình bày ủy nhiệm thư của mình vào ngày 19 tháng 2 năm 2013. Cô thay thế ông Jorge Argüello, người được bổ nhiệm làm đại sứ tại Bồ Đào Nha.